# San Gregorio (Uruguay)
Pour les articles homonymes, voir San Gregorio.
San Gregorio est une ville de l'Uruguay située dans le département de San José. Sa population est de 56 habitants.

## Infrastructure
La route 3 est important dans cette ville.

## Population
| Année | Population |
| ----- | ---------- |
| 1963  | -          |
| 1975  | -          |
| 1985  | -          |
| 1996  | -          |
| 2004  | 56         |

Référence,: